# Gabrielle e Jean
Gabrielle e Jean è un dipinto del pittore francese Pierre-Auguste Renoir, realizzato intorno al 1895 e conservato al Musée de l'Orangerie di Parigi.
L'opera è indissolubilmente legata alla vita privata di Renoir. Giunto a Parigi nel 1861 per dedicarsi alla «grande pittura», nel 1881 fu nel pieno di una fondamentale evoluzione pittorica che rivoluzionò completamente il suo modo di fare arte, ora non più volto alla spasmodica ricerca delle vibrazioni luminose ma ad una maggiore costruttività delle figure, delineate con contorni quasi raffaelleschi (si parla in questo caso di stile aigre). Nel bel mezzo di questo putiferio stilistico conobbe Aline Chargot, una sorridente sartina di Montmartre: inutile dire che se ne infatuò perdutamente e la sposò. La loro fu un'unione molto felice, coronata dalla nascita del figliolo Jean, destinato a divenire uno degli interpreti più celebri del cinema francese del Novecento. Già in Gabrielle e Jean, tuttavia, si avverte un superamento dialettico della fase aigre: in questi anni, infatti, Renoir cessa di guardare con troppa tensione al modello raffaellesco e ritrova le dolci armonie cromatiche scoperte durante la stagione impressionista.
Gabrielle era una cugina di Aline e fu spesso addetta dalla coppia alla cura e alla custodia di Jean: fu in effetti una delle modelle predilette del pittore e comparve in un consistente numero di dipinti, come Gabrielle, Jean e una bambina (1895), La famiglia dell'artista (1896), La colazione del bambino (1904) e La lezione di scrittura (1906). Jean è gioioso e divertito, ha le guance leggermente arrossite e il suo volto candido è incorniciato da una magnifica chioma di capelli che cattura la luce sotto forma di delicati passaggi tonali. Gabrielle, d'altro canto, ha uno sguardo teneramente assorto e intrattiene il piccolo con un simpatico pupazzetto a forma di mucca. Il virtuosismo di Renoir qui trova espressione in un grande equilibrio cromatico e compositivo: il blu della veste di Gabrielle e il bianco dell'abitino di Jean, infatti, da soli riescono a individuare due piani distinti, nonostante l'assenza di una preparazione grafica e di uno sfondo accuratamente descritto.